# Xã Littlefield, Michigan
Xã Littlefield (tiếng Anh: Littlefield Township) là một xã thuộc quận Emmet, tiểu bang Michigan, Hoa Kỳ. Năm 2010, dân số của xã này là 2.978 người.